# Tunis Afrique Presse
Agence Tunis Afrique Press (en árabe: وكالة تونس إفريقيا للأنباء‎ , sigla TAP) es una agencia de noticias tunecina constituida como sociedad anónima y fundada en enero de 1961, apenas tres años después de obtenida la independencia. TAP tiene un fondo fotográfico de más de dos millones de imágenes.

## Historia
TAP es una agencia de información oficial y al tener de facto el monopolio de la información de Túnez, a menudo se limita a reproducir los textos proporcionados por las distintas instituciones y, por lo tanto, se convierte en la principal fuente de medios de comunicación del país.  Tras la Revolución tunecina de 2011, la apertura del sector mediático y la mayor presencia de agencias de prensa internacionales ( AFP, Reuters o Associated Press ) le llevaron a una puesta al día de su funcionamiento. 
En abril de 2021, el nombramiento de Kamel Ben Younes como director provocó malestar entre los periodistas de TAP, al considerar al nuevo director como una persona cercana al expresidente Zine El Abidine Ben Ali.  

## Productos
Con una plantilla de 309 personas, entre ellas 160 periodistas repartidos en quince oficinas regionales,  la agencia ofrece noticias las 24 horas del día, los 7 días de la semana, de actualidad nacional en tres idiomas: árabe, francés e inglés. En materia de noticias internacionales, la agencia gestiona, en exclusiva, los servicios exteriores de las tres agencias de prensa mundiales, AFP, Reuters y Associated Press, así como los de unas cuarenta agencias nacionales, incluidas las del norte de África, las países árabes y las de los países de su órbita mediterránea. En total, la agencia produce cerca de 1 600 despachos al mes para noticias nacionales y 3 200 para noticias internacionales. 
Su servicio fotográfico publica más de 5000 fotos al mes y dispone de una fototeca de más de dos millones de clichés en espera de su digitalización. 

## Dirección
El cargo de Consejero Delegado ha sido ocupado por las siguientes personalidades :
- 2000 - 2007: Mohamed Ben Ezzeddine
- 2007 - 2010: Mohamed Missaoui [4]
- 2010 - 2012: Néjib Ouerghi [5]
- 2012 - 2015: Taieb Yousfi [6]
- 2015 - 2017: Hamida El-Bour, primera mujer en el cargo [7]
- 2017 - 2018: Lotfi Arfaoui [8]
- 2018 - 2019: Rachid Khéchana [9][10]
- 2020 - 2021: Mouna Mtibaa [11]
- 2021 - 2021: Kamel Ben Younes [12][13]
- 2023 - : Najeh Missaoui [14]

## Finanzas
El 90 % de sus ingresos procede del presupuesto estatal y el resto se compone de suscripciones y productos de servicios fotográficos.